# كريستيان كول
كريستيان كول (بالإنجليزية: Christian Cole)‏ هو لاعب كرة قدم ومدرب كرة قدم سيراليوني، ولد في القرن 20 في سيراليون. لعب مع Mighty Blackpool F.C. ‏.